# Калн, Рой
Рой Йорк Калн (англ. Roy Yorke Calne, 30 декабря 1930 года — 6 января 2024 года) — британский хирург, пионер в области трансплантации органов. Участник первой операции по трансплантации печени в Европе в 1968 году, провёл первую в мире трансплантацию печени, сердца и легких в 1987 году, первую трансплантацию кишечника в Великобритании в 1992 году и первую успешную комбинированную трансплантацию желудка, кишечника, поджелудочной железы, печени и почек в 1994 году.
Калн показал какие препараты могут продлить выживаемость пересаженной почки у собаки, а позже нашёл более эффективные. Разрабатывал новые хирургические методы, искал способы предотвращения отторжения органов. Экспериментировал с иммунодепрессантами, добивался их введения в регулярное использование для предотвращения отторжения органов.
Кэлн был избран в Королевское общество (1974), лауреат премии Кэмерона за терапию Эдинбургского университета (1988). Кавалер медали Листера (1984) и рыцарь (1986). В 1990 году он получил медаль Эллисона-Клиффа от Королевского медицинского общества, в 2012 году разделил с Томасом Старзлом премию Ласкера — Дебейки за клинические медицинские исследования.

## Биография
Рой Калн родился в Ричмонде, графство Суррей, 30 декабря 1930 года в семье Джозефа, инженера-автомобилестроителя, и его жены Эйлин (урожденной Губбей). Он был старшим из двух сыновей; его младший брат Дональд позже стал врачом-неврологом в Канаде.
Рой получил образование в школе Dulwich Prep в Лондоне, а затем в колледже Лансинга. Дважды его увозили в Ладлоу, Шропшир. В возрасте 16 лет он получил работу в больнице Гая. Там в 1952 году он завершил свое медицинское образование. Военную службу проходил в Королевском армейском медицинском корпусе с 1953 по 1955 год, размещался вместе с гуркхами. Вернувшись в Англию, он занял должность преподавателя анатомии в Оксфордском университете.
В конце 1950-х годов, при поддержке уролога Джона Хоупвелла и профессора физиологии Дэвида Слоума, а также будучи хирургом-стажером в Королевской бесплатной больнице, Калн работал на ферме Бакстон-Браун Королевского колледжа хирургии. После неудачных попыток пересадки почек крысам он повторил эксперименты Джима Демпстера на собаках и подтвердил его выводы о невозиожности выживания почек при смертельных дозах радиации. Затем Калн показал, что 6-меркаптопурин (6-МП) может продлить выживаемость пересаженной почки у собаки. Результаты были опубликованы в его знаковой статье в феврале 1960 года в The Lancet. Он провёл две неудачные пересадки почек человеку с использованием 6-МП в 1960 году и одну годом ранее.
При поддержке Питера Медавара Калн затем получил стипендию Харкнесса для изучения 6-МП в работе по трансплантации у собак в больнице Питера Бента Бригама в Гарварде вместе с Джозефом Мюрреем и Фрэнсисом Муром. Получив азатиоприн, тогда известный как BW57-322, в исследовательских лабораториях Burroughs Wellcome, Калн и Мюррей в 1961 году показали, что при первой трансплантации с использованием этого препарата он является более эффективным иммунодепрессантом, чем 6-МП, в продлении срока службы пересаженных почек у собак. Когда любой из этих препаратов применялся к людям, показатели выживаемости оставались низкими, и к 1963 году Калн сомневался в успешной трансплантации. Двумя годами ранее он устроился на работу в больницу Святой Марии. В 1964 году Калн посетил Университет Тулейна в Новом Орлеане, чтобы узнать об опыте Кита Реемтсмы в трансплантации почек от шимпанзе, и убедил Лондонский зоопарк оказать содействие, когда он вернется в Англию. В середине 1960-х годов он работал над разработкой решений в области хирургических методов и отторжения органов. В 1965 году в Кембридже он был назначен профессором и заведующим кафедрой хирургии и объединился со специалистом по печени из Королевского колледжа Роджером Уильямсом. В 1968 году Калн провёл первую операцию по трансплантации печени в Европе.
В конце 1970-х годов при поддержке Института сельскохозяйственных исследований физиологии животных в Бабрахаме Калн работал над пересадкой печени у свиней и начал экспериментировать с иммунодепрессантом циклоспорином А. К 1978 году его уже использовали для предотвращения отторжения органов при операциях по трансплантации.
Калн выполнил первую в мире трансплантацию печени, сердца и легких совместно с Джоном Уолворком в 1987 году, первую трансплантацию кишечника в Великобритании в 1992 году и первую успешную комбинированную трансплантацию желудка, кишечника, поджелудочной железы, печени и почек в 1994 году. В 1995 году он заявил, что ксенотрансплантация «уже не за горами, но это может быть очень долгий путь».
Калн был членом Королевского общества и профессором хирургии в Кембриджском университете с 1965 по 1998 год, где он инициировал программу по пересадке почек. Он был приглашенным профессором хирургии имени Йео Гим Сенга в Национальном университете Сингапура.
Увлечением Кална было рисование и он рисовал картины с раннего возраста. В школе его учил и поощрял учитель рисования Фрэнсис Рассел Флинт, сын шотландского художника Уильяма Рассела Флинта. Будучи студентом-медиком в Лондоне, Калн регулярно посещал художественные галереи, чтобы копировать работы великих мастеров. В 1988 году он провел пересадку печени шотландскому художнику Джону Беллани, который начал рисовать автопортреты, еще находясь в отделении интенсивной терапии, и закончил 60 во время своего пребывания в больнице. Беллани давал Калну уроки живописи, и они стали друзьями, рисуя портреты друг друга. Один из его портретов Беллани был выставлен в Королевской академии. Калн продолжал рисовать некоторых пациентов, перенесших трансплантацию, полагая, что это привносит близость и человечность в отношения хирурга и пациента, особенно с детьми. Выставка его картин под названием «Дар жизни» прошла в Барбикане в 1991 году. Другие выставки его работ были направлены на повышение осведомленности о трансплантации.